# Brink (Album)
Brink ist ein Jazzalbum von Ingrid Laubrock und Tom Rainey. Die 2024 entstandenen Aufnahmen erschienen im August 2024 auf Intakt Records.

## Hintergrund
Seit den 2010er-Jahren arbeiten die beiden Musiker Ingrid Laubrock und Tom Rainey neben weiteren Bandprojekten wie Sleepthief oder Anti-House auch als Duo zusammen. Die beiden haben erstmals als Duett mit And Other Desert Towns (Relative Pitch, 2014) aufgenommen, gefolgt von Buoyancy (2016) und Utter (2018). Seitdem entstanden gemeinsame Alben wie Stir Crazy (2020), die das Paar während der Lockdowns aufgrund der COVID-19-Pandemie einspielte, und Counterfeit Mars (Relative Pitch, 2022). Für Brink ging das Paar am 7. April 2024 ins Studio Brooklyn Recording in New York City, wo sie von Andy Taub aufgenommen wurden.
Acht der Stücke stammen von Laubrock; für den Rest des Materials werden Laubrock und Rainey gemeinsam als Urheber angegeben.

## Titelliste
- Ingrid Laubrock & Tom Rainey: Brink (Intakt Records Intakt 428)[1]

1. Flock of Conclusions 5:40
2. Brink I 0:51
3. Coaxing 4:53
4. Brink II 1:00
5. Liquified Columns 4:25
6. Brink III 1:08
7. A Peculiar Logic 3:27
8. Brink IV 1:01
9. Scrunch Repercussions 7:30
10. Brink V 1:07
11. Arrival of Never 5:01
12. Brink VI 01:04
13. Said, Been Said 4:23

Die Kompositionen 1, 2, 5, 6, 8, 9, 12, 13 stammen von Ingrid Laubrock, die Kompositionen 3, 4, 7, 10 und 11 von Ingrid Laubrock und Tom Rainey.

## Rezeption

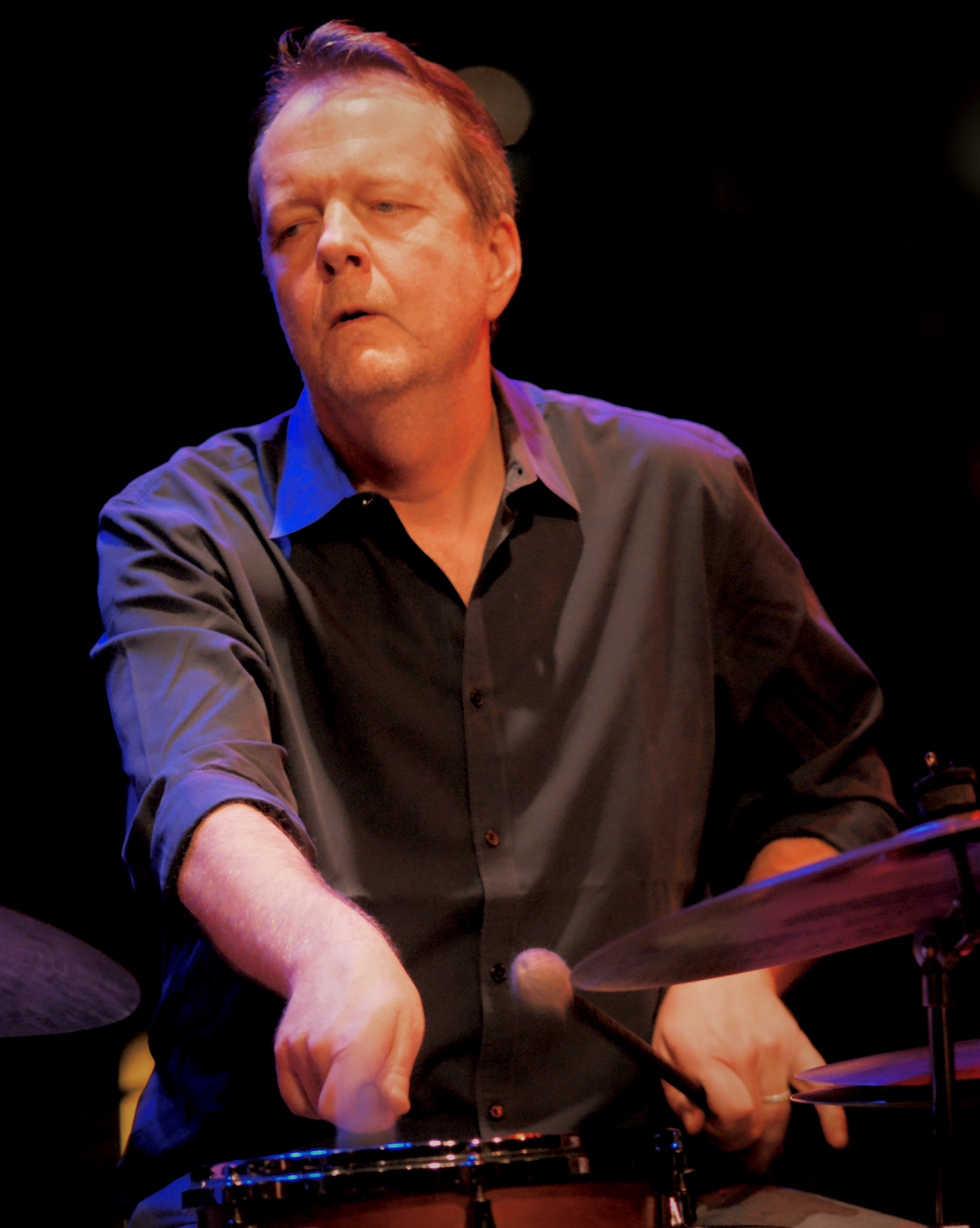
Tom Rainey 2013

Nach Ansicht von Mark Corroto, der das Album in All About Jazz rezensierte, zeugt das Fehlen lauter Passagen von der Vertrautheit, die in der Einleitung angesprochen werde. Rainey bevorzuge größtenteils Besen gegenüber Stöcken, und Laubrock würde einen kompakten Klang bevorzugen. Sie bearbeite die Kanten ihrer Saxophone bei „Flock of Conclusions“, „Liquified Columns“ und „Brink VI“, indem sie sanft und mit gedämpfter Stimme überblase. Ihr Vortrag könne auch wie Vogelgezwitscher klingen: „Coaxing“; oder das Weinen eines Babys parodieren: „Brink II“ und „Brink V“. Für Laubrock und Rainey sei der Atem das treibende Vehikel dieser Session. Das Saxophon würde sich in flötenartige Klänge verwandeln – „Brink III“ und „Brink IV“ – und Raineys Anschlag ähnle einem langen, entspannten Ausatmen. Er berühre die Becken kaum mit seinen Besen, um dieser feinen Zeichnung den letzten Schliff zu geben.
Hier handle es sich lediglich um zwei eng miteinander verbundene Musiker, die sich auf freundschaftlicher Ebene „unterhalten“, auch wenn es sich in den Sequenzen, in denen Rainey „ein Wort macht“ und seiner Frau widerspricht, noch etwas „verdichtet“, schrieb Jan Granlie in Salt Peanuts. Bei Laubrocks Spiel würde einem schnell Anthony Braxton als Inspiration und Vorbild in den Sinn kommen, und Tom Rainey sei schon immer ein gut zuhörender Musiker gewesen, der in vielen spannenden Kontexten mitgeholfen und kreativ dazu beigetragen hat. Und zusammen würden sie ausgezeichnet klingen. Dies sei ein hervorragendes Duo-Album von zwei Musikern geworden, die gut zusammenleben, und wo das Zusammenleben „reibungslos verläuft“, lasse sich auch die Musik, die sie spielen, als „ein Zusammenleben“ interpretieren.